# Очаков
Оча́ков (укр. Очаків) — город в Николаевской области Украины. Входит в Николаевский район и образует Очаковскую городскую общину. До 2020 года был административным центром ныне упразднённого Очаковского района, но не входил в его состав, будучи городом областного значения. Морской порт на Днепро-Бугском лимане.
С 2022 года город часто обстреливается с оккупированного Кинбурнского полуострова.

## Географическое положение
Расположен на побережье Чёрного моря, рядом с устьем Днепра.

## История
Ещё в XIV веке на месте современного Очакова генуэзскими колонистами возведена была крепость Лерич. Генуэзцы основали также здесь свой торговый центр и порт.

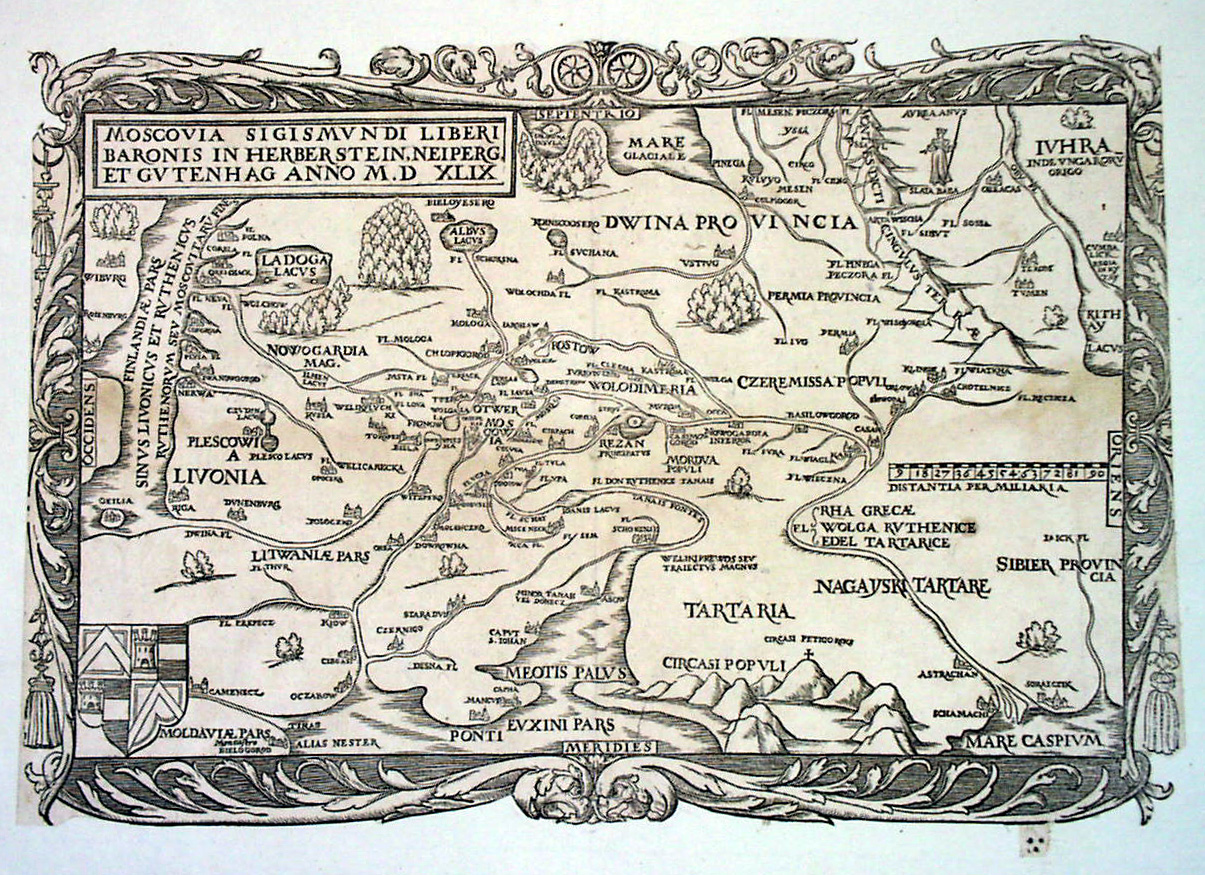
Очаков (Oczakow) на карте Герберштейна (1549 г.)

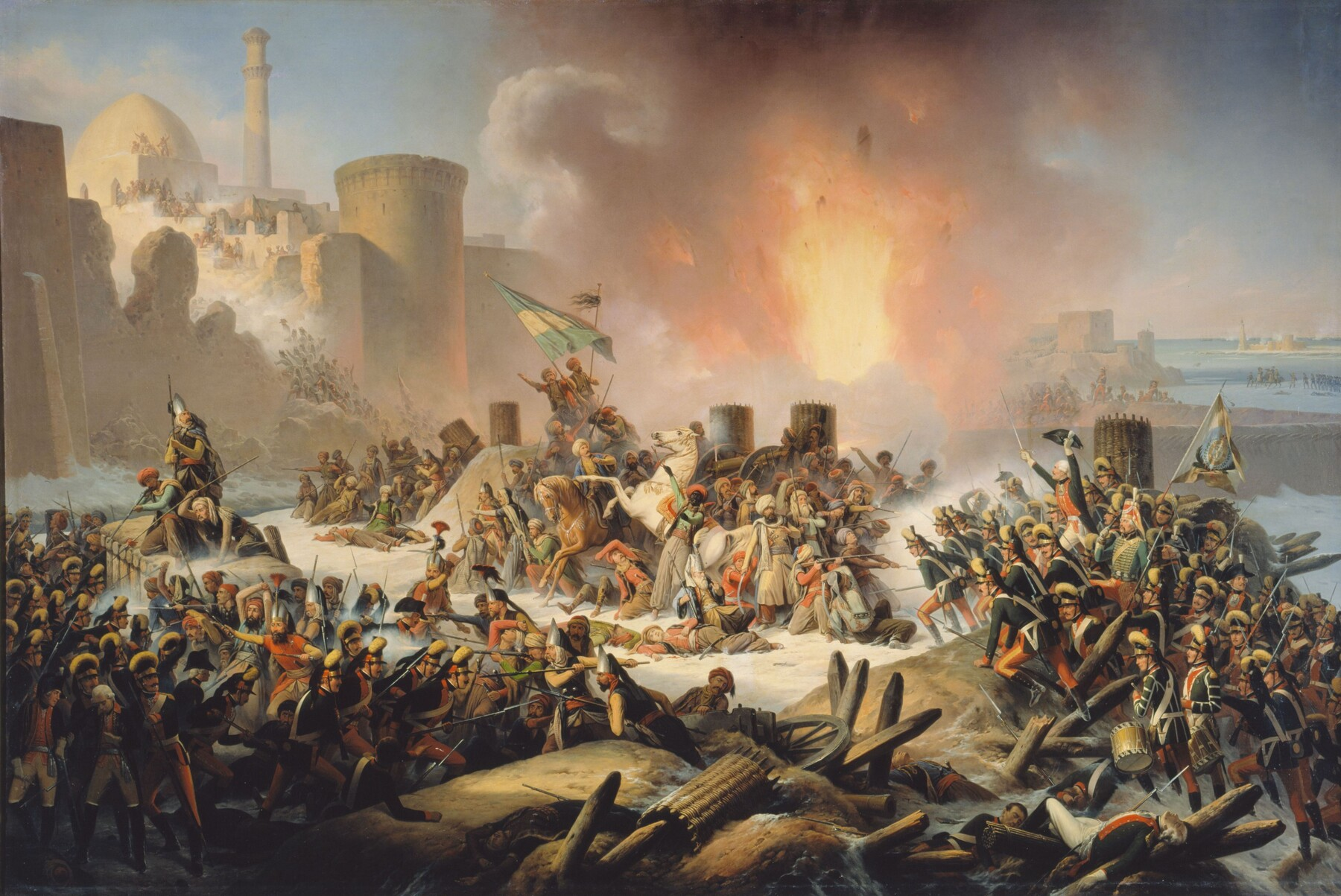
Януарий Суходольский. Штурм Очакова 6 декабря 1788

Поскольку ситуация в регионе была неспокойна из-за постоянных набегов ногайцев, генуэзцы из Лерича искали защиту у господарей Молдавского княжества, которые обретали всё большую силу в Европе. В годы правления Александра Доброго генуэзские сеньоры из крепости Лерич по собственной инициативе стали вассалами молдавского господаря. Между тем разногласия между представителями господствовавших в Молдавии династий стали причиной того, что молдавские бояре стали враждебно относиться к генуэзцам из Лерича.
В 1455 году молдавские пираты из Четатя Албэ (ныне Белгород-Днестровский) внезапно атаковали и захватили крепость Лерич, которая находилась под руководством братьев Сенарега. Генуэзцы, управлявшие крепостью, были взяты в плен и отправлены ко двору молдавского воеводы Петру Арона. Они обратились к нему с просьбой о защите города.
Во времена правления молдавского господаря Богдана Водэ, отца Стефана Великого, в Килии уже располагался венгерский гарнизон: крепость была сдана Яношу Хуньяди, бывшему на тот момент регентом Венгерского королевства. При Стефане Великом защита крепости, получившей новое название — Возия (с XVII века Очяк) — была усилена. Её стратегическое значение выросло после того, как молдавский господарь женился на византийской принцессе Марии, чья семья была в родстве с императорскими династиями Константинополя и Трапезунда.
Обновлённый Очаков (на тюркских языках называемая Озу или Ози крымскотат. Özü) был заложен в 1492 году крымским ханом Менгли Гиреем, на месте литовской крепости Дашев, которая впервые упоминается в 1431 году, и первоначально назывался Кара-Кермен (Чёрная крепость).

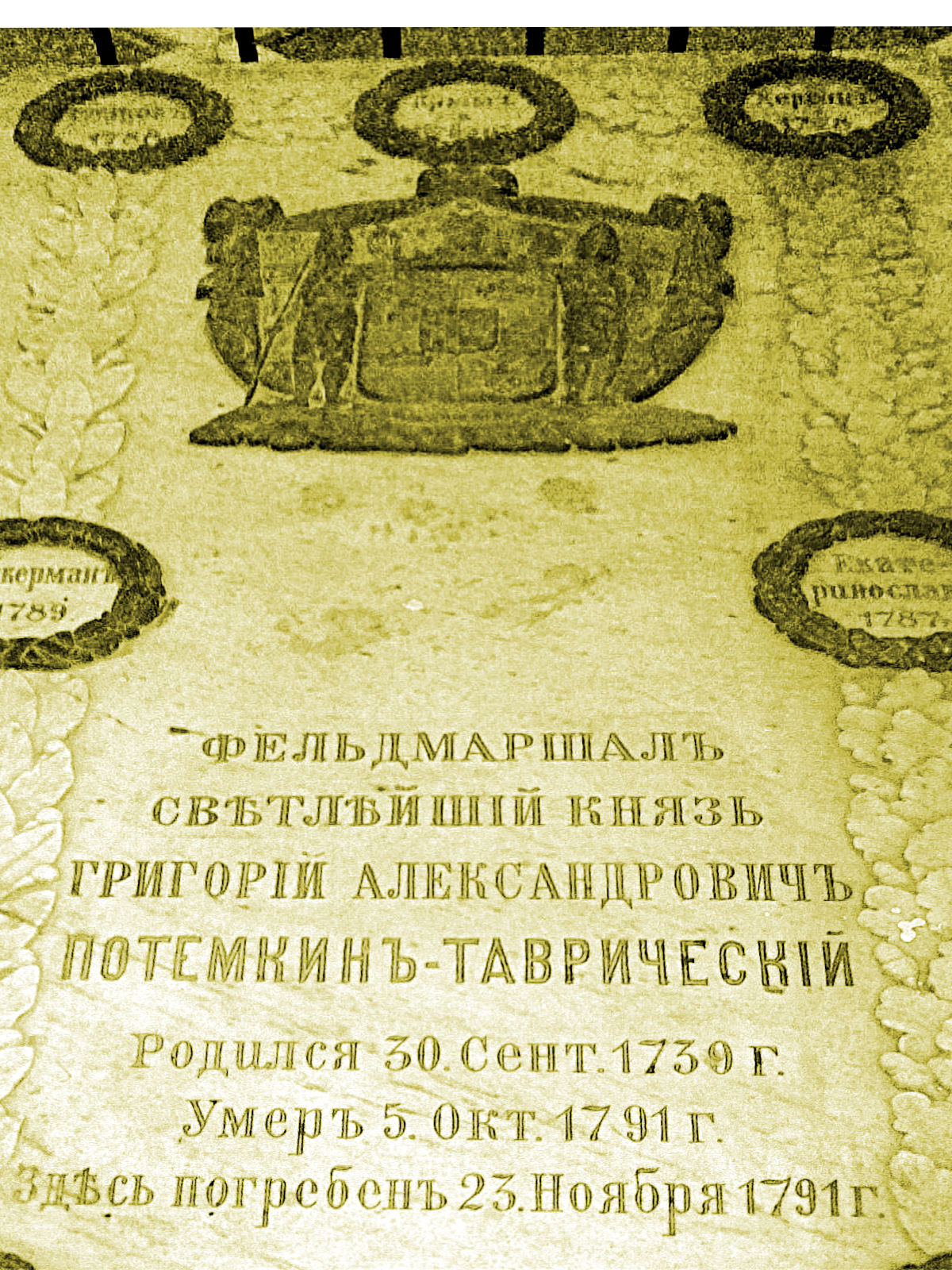
Могила Потёмкина в Херсоне

В 1493 году только что выстроенная крепость была взята «козаками черкаскими» во главе с Богданом Фёдоровичем Глинским.
В 1502 году крепость перешла во владение османов и получила название Ачи-Кале. Крепость окружается тремя рвами глубиной до 10 метров. А также тремя валами, высотой до 20 метров. Стены высотой 12 метров тянутся по периметру на 8 км
23 октября 1545 года «казаки литовские» на 32 чайках под началом Исачка из Брацлава, Карпа Масла и Ивана Держка из Черкасс атаковали и захватили турецкий замок Очаков.
В 1556 году Очаков был взят и разорён отрядом царских ратников и запорожских казаков под началом Матвея Ржевского.
В 1737 году армия Российской империи осадила Очаков, рассматривая его как главный форпост на северном побережье Чёрного моря. Очаков был взят фельдмаршалом Христофором Минихом, но год спустя был покинут и возвращён Турции.
Вторая осада Очакова произошла в 1788 году и была воспета в оде Державина. К тому времени гарнизон города насчитывал 20 тысяч солдат. Крепость обороняло 300 пушек. В западных предместьях располагался замок Гассан-паши (Батарейный мыс).
В ходе двухдневного сражения 17—18 июня 1788 года под Очаковом кораблями русской флотилии и береговыми батареями Суворова с применением брандскугелей были сожжены и потоплены три 64-пушечных линейных корабля, два 40-пушечных и три 32-пушечных фрегата, пять мелких судов. Захвачен 1 турецкий линейный корабль, переименованный в «Леонтий Мученик» и принимавший участие в сражении у мыса Калиакрия в 1791 году.

После разгрома турецкой эскадры и почти полугодовой осады крепость Очаков была штурмом взята войсками Г. А. Потёмкина 6 декабря.
Во время осады Очакова скончался герой морского сражения при Дамьетте (Египет, 1772) генерал-лейтенант Алексиано Панагиоти, грек по происхождению.
Для награждения офицеров, участвовавших в штурме крепости, но не награждённых за это орденами, был учреждён «Очаковский крест».

Могила участника Очаковской войны Ивана Горича в Херсоне
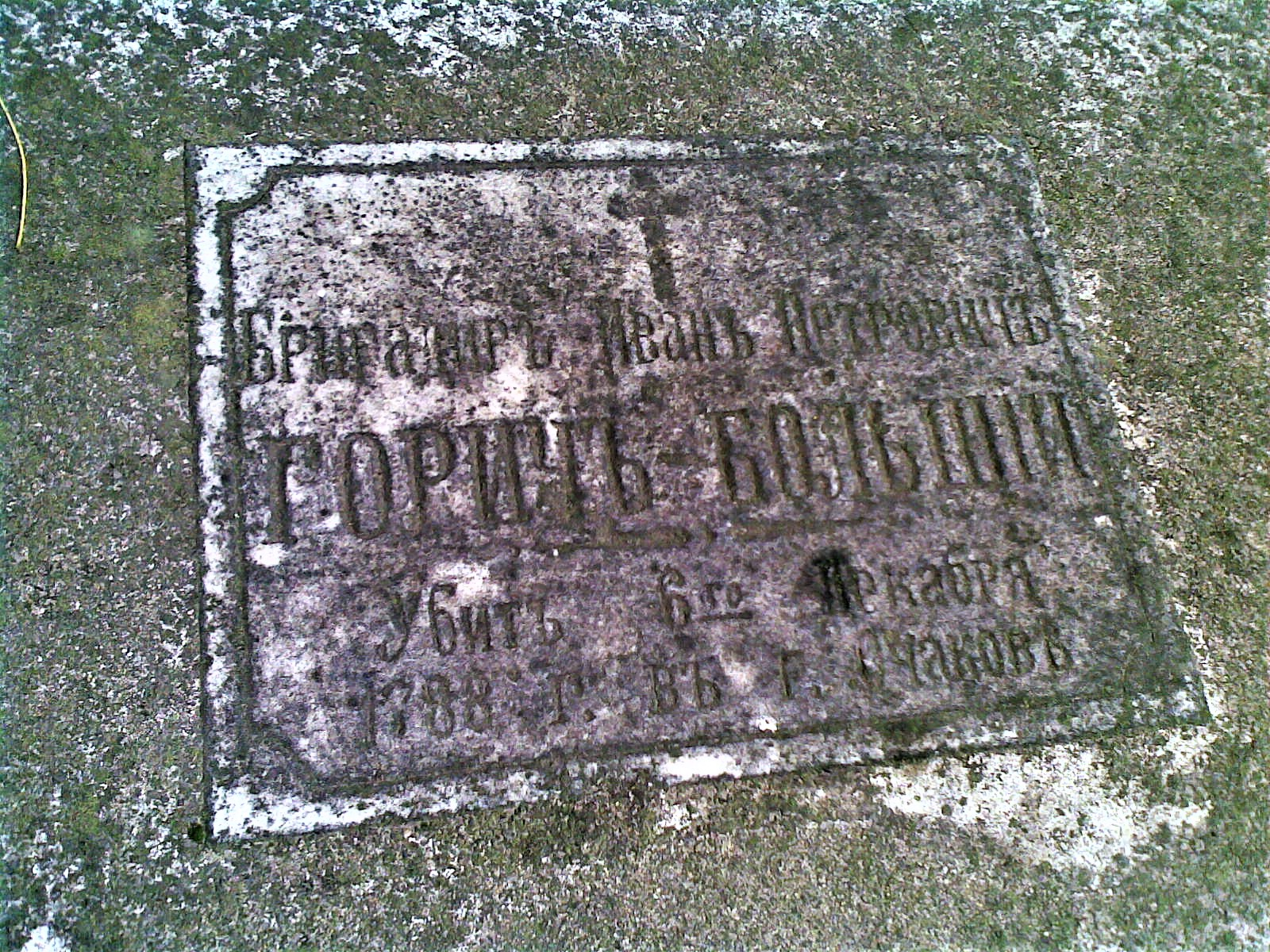
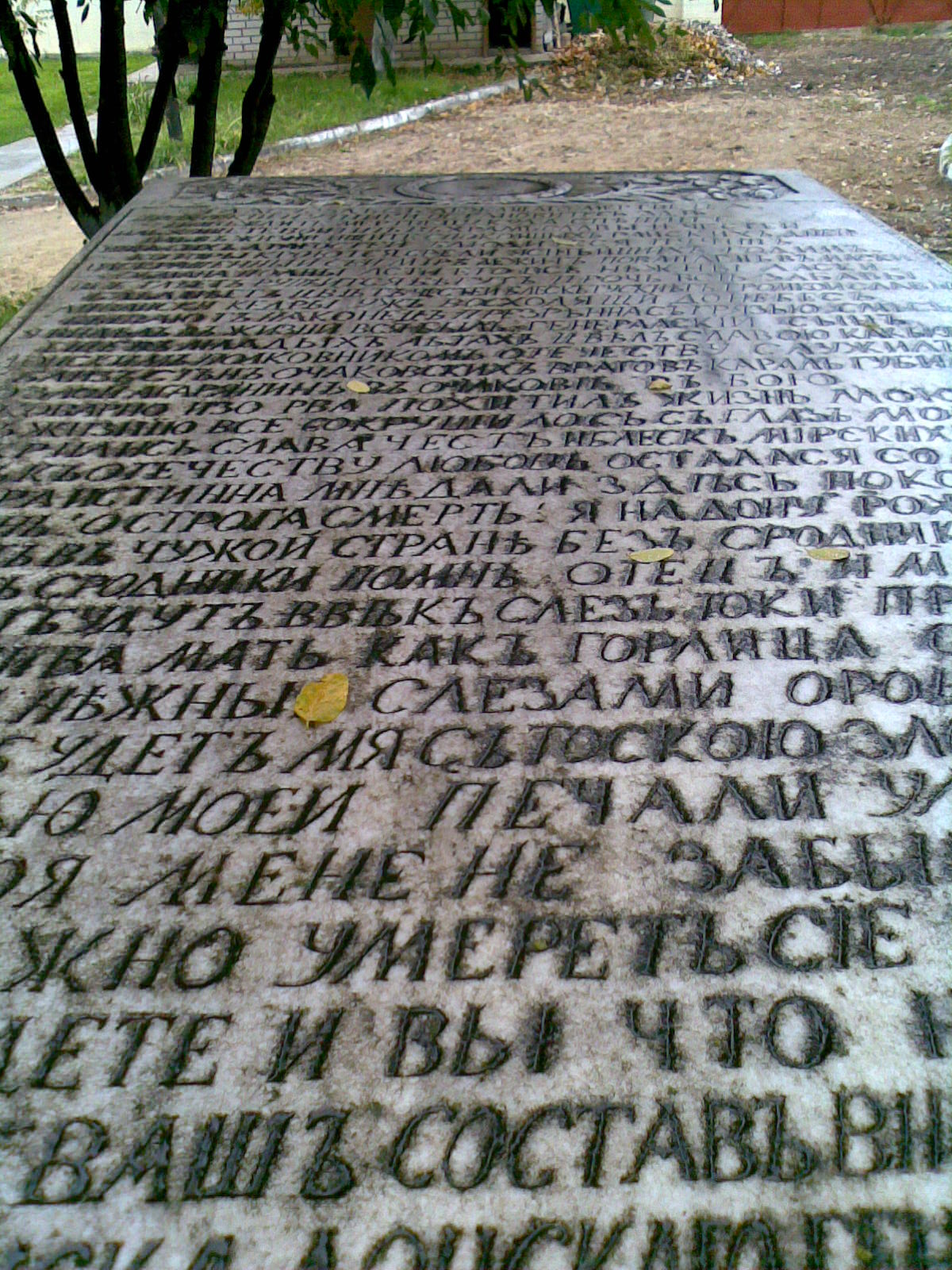
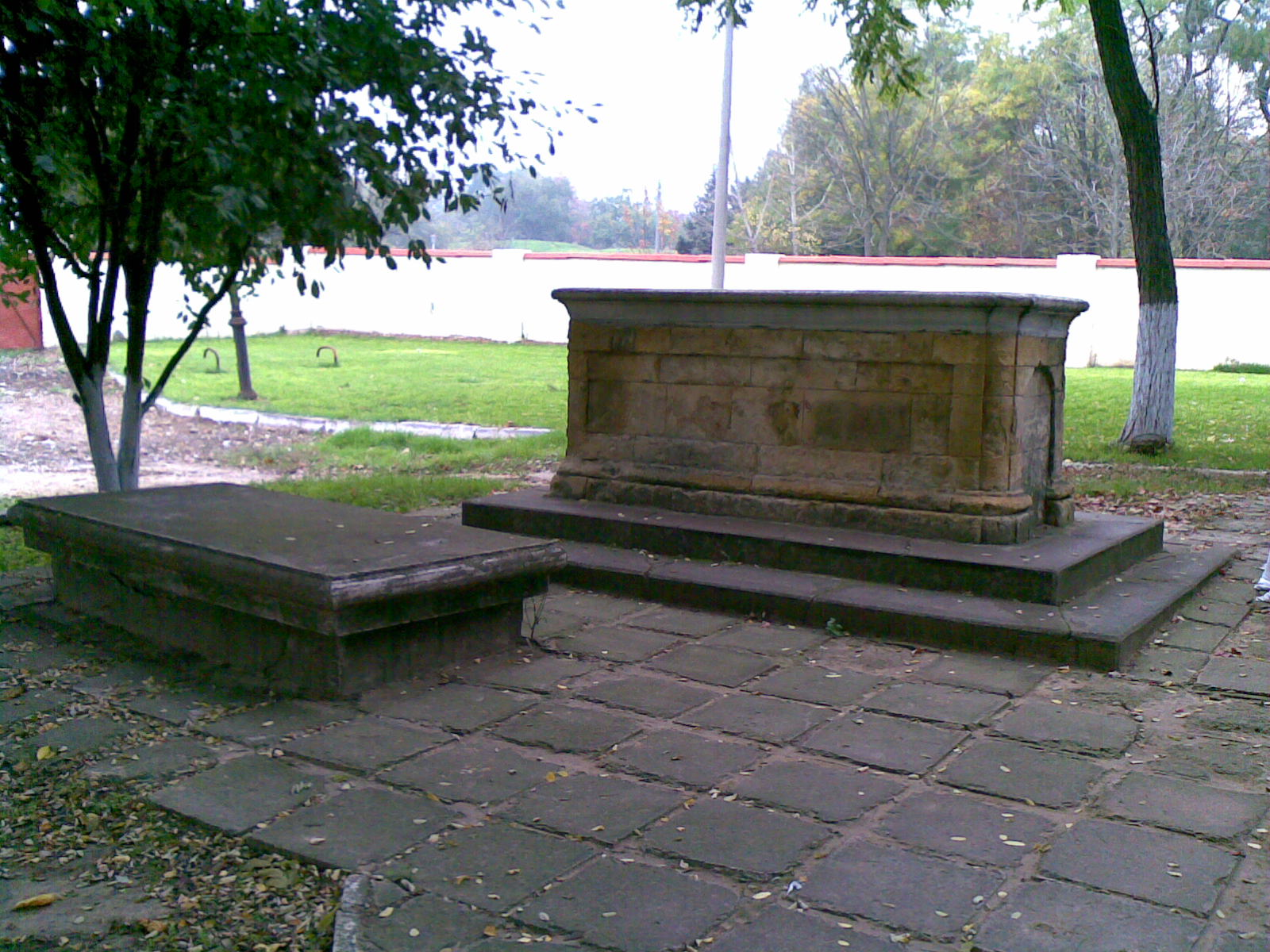

В 1792 году Очаков стал русской крепостью и получил своё нынешнее название.
Во время Крымской войны в 1855 году Очаков был подвергнут бомбардировке с моря четырьмя фрегатами англо-французского флота.
В 1896 году Очаков был заштатным городом Одесского уезда Херсонской губернии с населением 7218 человек.
В ноябре 1917 — январе 1918 года Очаков находился в составе Украинской Народной Республики.
Во время Великой Отечественной войны 21 августа 1941 года город был оккупирован наступавшими немецко-фашистскими войсками.
30 марта 1944 года город был освобождён от гитлеровских войск советскими войсками 3-го Украинского фронта и силами Черноморского флота в ходе Одесской операции:

Третий Украинский фронт: 5-я ударная армия в составе: части войск 18-го гвардейского укреплённого района (полковник Никитин С. И.).

Черноморского флот: десантная группа Укреплённого сектора береговой обороны (подполковник Неймарк Ю. И.).
Войскам, участвовавшим в освобождении Очакова, приказом Верховного главнокомандующего И. В. Сталина от 31 марта 1944 года объявлена благодарность и в столице СССР г. Москве дан салют 12-ю артиллерийскими залпами из 124 орудий.
Приказом Верховного главнокомандующего И. В. Сталина от 3.04.1944 года № 079 в ознаменование одержанной победы воинская часть, отличившаяся в боях за освобождение города Очакова, получили наименование «Очаковской»:,
- Укреплённый сектор береговой обороны (подполковник Неймарк Ю. И.).[10]

В послевоенное время в городе находились военно-морская и военная вертолётная базы.
В мае 1995 года Кабинет министров Украины утвердил решение о приватизации находившихся в городе рыбоконсервного комбината, АТП-14840 и ремонтно-транспортного предприятия, в июле 1995 года было утверждено решение о приватизации строительно-монтажного треста «Днепробугводстрой» и межхозяйственной ПМК.

### Российское вторжение 2022 года

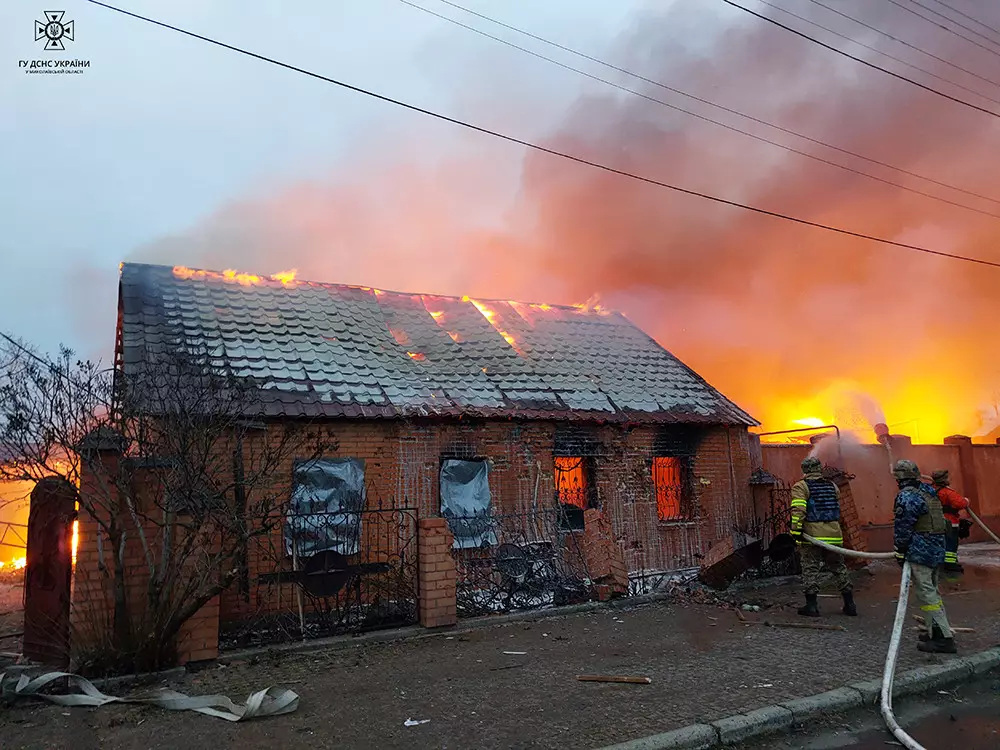
Дом в Очакове после обстрела 14 февраля 2023 года

Город пострадал при вторжении России на Украину. По состоянию на лето 2023 года российские военные почти ежедневно обстреливали Очаков с оккупированной Кинбурнской косы; были повреждены больше 70 процентов зданий города и убиты более 20 человек. 9 января 2023 года российская армия нанесла ракетный удар по могильнику противокорабельных мин времён Второй мировой войны, залитых бетоном. Взрывом были повреждены более 100 домов и ранены не менее 15 человек.

## База ВМФ СССР в Очакове и аэродром
На авиабазе Очаков базировался 555-й авиационный полк ВМФ СССР. Полк был сформирован 10 июня 1959 г. как авиаполк вертолётов (исследовательско-инструкторский). В том же году он вошёл в состав 33-го Центра боевого применения и переучивания лётного состава авиации ВМФ, созданного в Николаеве в 1959 г. на базе Военно-морского минно-торпедного авиационного училища им. С. А. Леваневского.

## База ВМС Украины
В июле 2017 года строительные части Военно-морских сил США начали строительство военно-морской базы в Очакове.
В декабре 2021 года командующий ВМС Украины Алексей Неижпапа сообщил, что возле Очакова, где выделено около 27 гектаров для строительства главной военно-морской базы, будут размещены основные ударные силы ВМСУ.

## Население
В январе 1989 года численность населения составляла 18 976 человек.
По состоянию на 1 января 2013 года численность населения составляла 14 632 человека.
К февралю 2024 года население Очакова сократилось вдвое. Многие жители покинули город после удара 9 января 2023 года, повредившего множество домов.
По данным переписи 2001 года украинцы составляли 78,19 % населения города, русские — 18,38 %.

### Языковой состав
Родной язык населения по данным переписи 1897 года:
| Язык                       | Численность, чел. | Доля     |
| -------------------------- | ----------------- | -------- |
| Украинский («малорусский») | 5 204             | 48,25 %  |
| Русский («великорусский»)  | 3 508             | 32,52 %  |
| Идиш («еврейский»)         | 1 430             | 13,26 %  |
| Польский                   | 433               | 4,01 %   |
| Другие                     | 211               | 1,96 %   |
| Итого                      | 10 786            | 100,00 % |

Родной язык населения по данным переписи 2001 года:
| Язык       | Численность, чел. | Доля    |
| ---------- | ----------------- | ------- |
| Украинский | 12 030            | 70,31 % |
| Русский    | 4 875             | 28,49 % |
| Другое     | 204               | 1,20 %  |
| Итого      | 17 109            |         |

Украинский язык является основным и единственным официальным языком города.
Вторжение России на Украину спровоцировало новую волну украинизации в городе, всё больше людей предпочитают говорить на украинском языке.

## Галерея
|                |                          |                |                 |              |
| Районный совет | Свято-Николаевский собор | Музей Суворова | Очаковский пляж | Кручи у моря |

## Культура

### Музеи

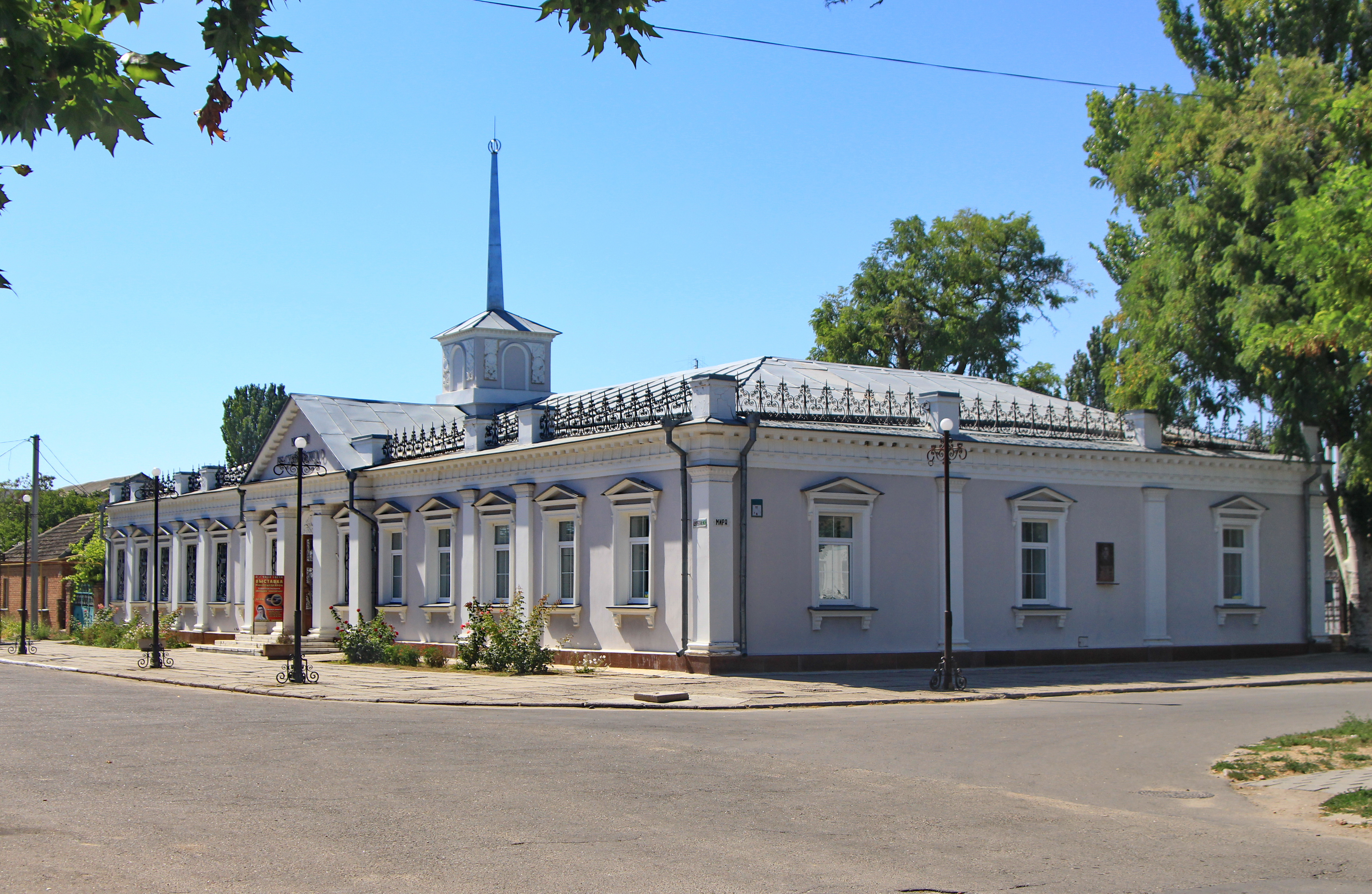
Музей имени Р. Г. Судковского

- Военно-исторический музей имени А. В. Суворова — филиал областного краеведческого музея (ныне храм св. Николая).
- Музей имени П. П. Шмидта преобразован в комнату-музей в бывшем Дворце пионеров.
- Музей маринистической живописи имени художника Р. Г. Судковского (филиал Николаевской художественной галереи).

### Памятники

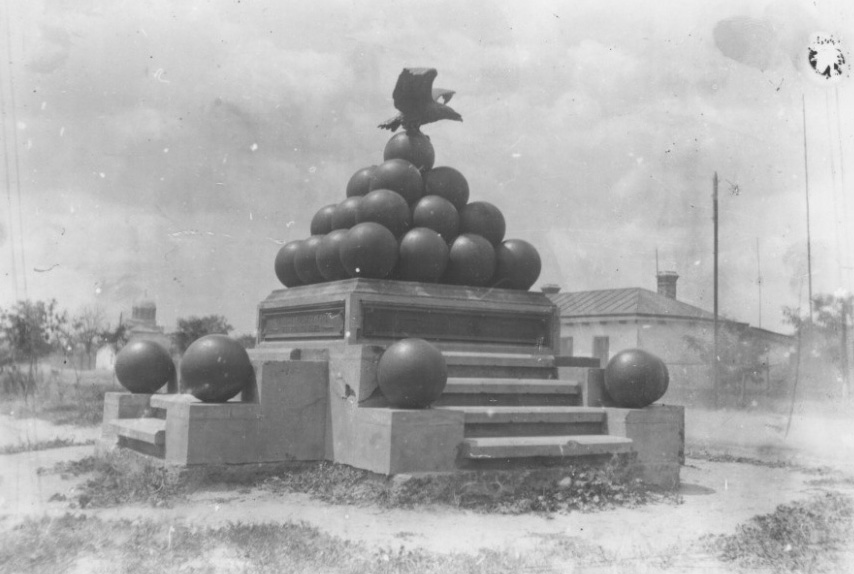
Памятник И. П. Горичу (начало XX века)

- В 1903 году в Очакове был воздвигнут памятник Георгиевскому кавалеру И. П. Горичу на пересечении улицы Кутузова (ныне Соборный проспект) с улицей Горича (ныне улица Шмидта), также названной в его честь. В сталинские времена памятник этот был уничтожен. Восстановлен в 1978 году. С каждой стороны памятника прикреплена металлическая доска. На них такие надписи:[27]
  - на первой (главной) — «Бригадиру Горичу от благодарных очаковцев»;
  - на второй — «Бестрепетный герой бригадир Горич, ознаменовавший служение своё беззаветной храбростью, вступил первым на бастион со своей смертью»;
  - на третьей — «Воинам, послужившим Отечеству в турецкую войну 1787—1791 гг.»;
  - на четвёртой — «В память подвига бригадира Ивана Петровича Горича. Открыт в 1903 г.»;
  - Две таблички на октябрь 2014 года отсутствуют.
- 13 октября 2016 года в Очакове открыли памятник воинам, погибшим в АТО. Мемориал создан мастером Сергеем Коршуном.[28]

### В искусстве
Стихотворная комедия А. С. Грибоедова «Горе от ума» (действие II, явление 5):

А судьи кто? — За древностию лет

К свободной жизни их вражда непримирима,

Сужденья черпают из забытых газет

Времён Очаковских и покоренья Крыма.

Город Очаков был избран местом действия пьесы Аллы Соколовой «Фантазии Фарятьева».

## Известные горожане
- Судковский, Руфин Гавриилович (1850—1885) — российский живописец-маринист, академик Императорской Академии художеств.
- Осипович, Наум Маркович (1870—1937) — революционер, российский советский писатель.
- Яровенко, Наталья Николаевна (1919—2000) — советский педагог, Заслуженный учитель РСФСР.
- Чижиков, Макар Иванович (1891—1919) — революционер, участник борьбы за установление советской власти на Украине.